# Tenthrède de la Scrofulaire
Tenthredo scrophulariae
Espèce
Tenthredo scrophulariae, la tenthrède de la Scrofulaire ou "mouche" à scie, est une espèce d’insectes de l'ordre des hyménoptères, de la famille des Tenthredinidae, de la sous-famille des Tenthredininae.

## Description
Les adultes longs de 10 mm, avec leur abdomen rayé de noir et de jaune, ressemblent à des guêpes mais ils ne piquent pas et sont solitaires.
Ces insectes vivent sur les plantes de jardin, dans les prés et les bois, partout sur la planète sauf en Nouvelle-Zélande.
Les tenthrèdes peuvent nuire considérablement aux fruits, aux légumes et aux arbres. 

## Reproduction

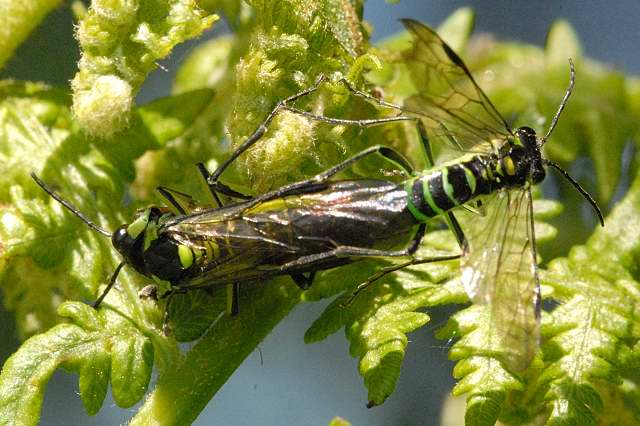
Accouplement, en Belgique, dans les Ardennes

Les femelles utilisent leur oviscapte pour pondre dans les plantes scrofulaires et molènes. 
Les larves, à allure de chenille, broutent ensuite les feuilles de leur plante hôte.

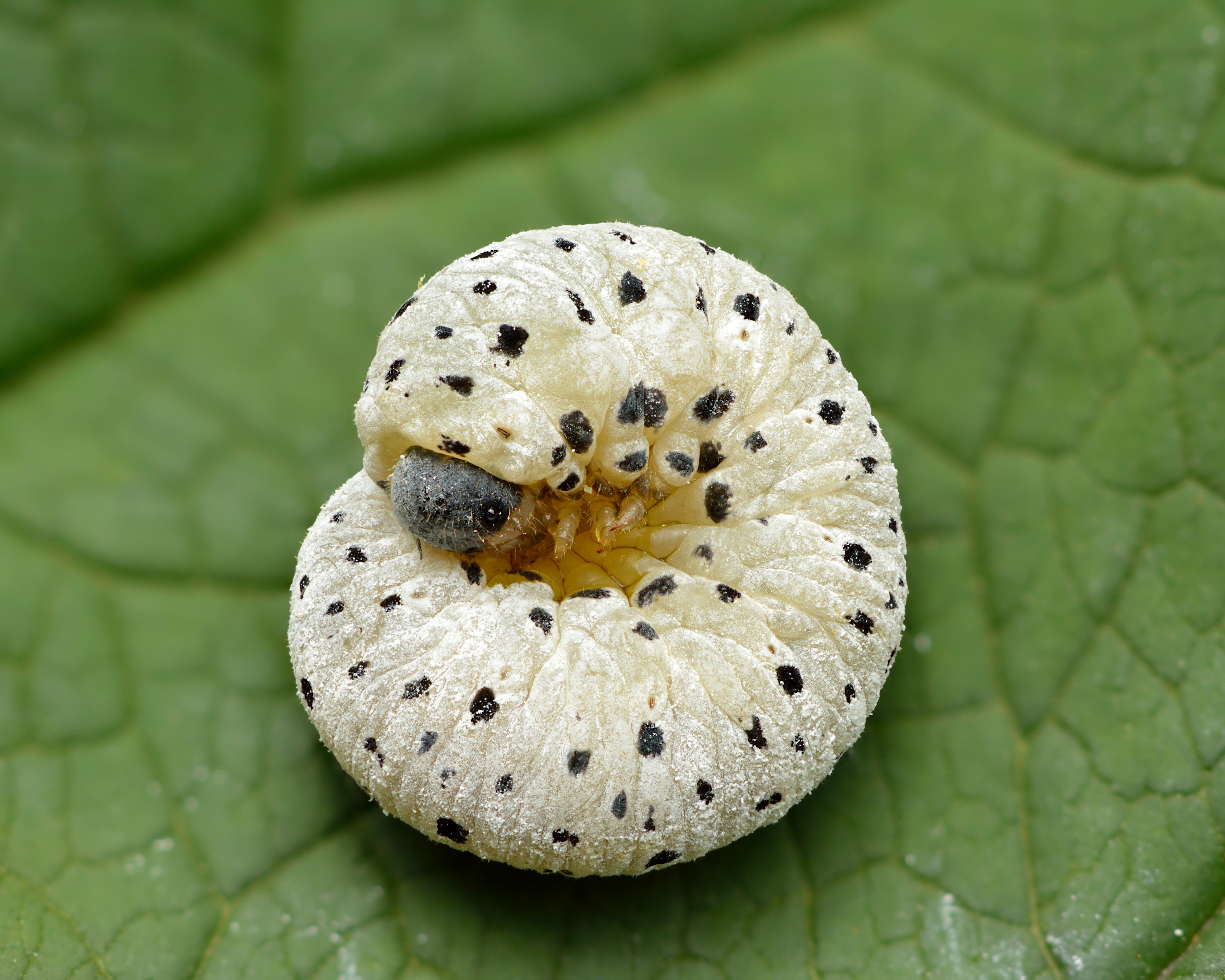
Larve de tenthrède de la Scrofulaire en posture défensive près de Keila en Estonie.